# Caladomyia ortoni
Caladomyia ortoni är en tvåvingeart som beskrevs av Sawedal 1981. Caladomyia ortoni ingår i släktet Caladomyia och familjen fjädermyggor. Inga underarter finns listade i Catalogue of Life.